# 司法警察
司法警察（しほうけいさつ）とは、司法権の作用に基づき、犯罪事実を捜査し犯人を逮捕し、証拠を蒐集することを目的とする国家の作用。対義語は、行政警察。ただし、現実の捜査手法との乖離などから司法警察と行政警察の区分は不要とする見解があり、区別の有益性には議論がある。

## 概説
司法警察活動の中心は犯罪の訴追もしくは処罰の準備のための捜査活動である。これに対して行政警察活動は犯罪の予防（防犯）と鎮圧である。
行政警察活動との違いは紙一重である。例えば、パトロール中に不審人物に職務質問したところ、覚醒剤を所持していたため現行犯逮捕する、といったように当初は行政警察活動だったのが途中から司法警察活動に切り替わるケースもある。こういった事例が前述した行政警察と司法警察の区分の必要性の議論を生んでいる。

## 歴史

### 大陸法系の諸国

#### フランス
フランスでは権力分立制のもと1795年の法典で警察作用は司法警察と行政警察に区分された。1808年の治罪法制定により法律上の区分は廃止されたが、理論上は区分が維持され、1951年の判例さらにフランス刑事訴訟法にも継承された。
また制度上の区分として、裁判管轄上、違法な手続に対する救済手段は、司法警察上のものは司法裁判所、行政警察上のものは行政裁判所に出訴することになる。

#### 日本
戦前の日本の警察制度では警察は広範な権限を有する内務省管轄下にあって行政警察が警察固有の権限とされていた。一方、警察の司法警察活動についてはあくまでも検事の補佐に過ぎなかった。
戦後の警察制度では行政警察のうち保安と交通分野のみを警察の権限に残し、他分野の規制や取締りは第一次的には各行政機関が担うことになった。また、警察法2条1項により警察官の捜査権限が行政警察と並んで規定され、警察官は第一次的捜査機関たる「司法警察職員」という位置付けになった。

### 英米法系の諸国
英米法の諸国にはそもそも司法警察と行政警察の概念が存在しない。